# 오레스티스 카르네지스
오레스티스-스피리돈 카르네지스(Orestis-Spyridon Karnezis, 그리스어: Ορέστης Καρνέζης, 1985년 7월 11일 ~ )는 그리스의 전직 축구 선수로 현역 시절 골키퍼로 활약하였다.

## 선수 경력

### 클럽
2005년 자국 리그인 수페르리가 엘라다의 OFI 크레타에서 데뷔한 후 2007-08 시즌을 앞두고 파나티나이코스 FC로 이적하여 2012-13 시즌까지 공식전 70경기를 소화하며 리그 4회 준우승(2007-08, 2008-09, 2010-11, 2011-12), 2009-10 시즌 리그 우승, 2009-10 시즌 그리스 컵 우승, 5연속 UEFA 챔피언스리그 진출, 3번의 UEFA 유로파리그 진출 등에 이바지했다.
이후 스페인 라리가의 그라나다 CF로 이적하며 2013-14 시즌 공식전 8경기를 소화한 뒤 2014-15 시즌을 앞두고 이탈리아 세리에 A의 우디네세 칼초로 이적하여 2016-17 시즌까지 공식전 110경기를 소화하며 개인 커리어 최다 출장수를 기록했지만 3시즌동안 팀 성적은 그다지 신통치 못했다.
2016-17 시즌을 마치고 잉글랜드 프리미어리그의 왓퍼드 FC로 이적 후 16경기를 소화했으며 2017-18 시즌이 끝난 후 세리에 A의 SSC 나폴리로 이적하여 세리에 A 2018-19 준우승, 2018-19년 UEFA 유로파리그 8강, 코파 이탈리아 2019-20 우승을 경험했지만 2019-20 시즌에서는 단 1경기도 출전하지 못한 채 나폴리와의 계약을 해지했다.
그 후 프랑스 리그앙의 릴 OSC와 입단 계약을 체결한 뒤 리그 1 2020-21 우승, 2021년 트로페 데 샹피옹 우승 등을 경험했지만 이보 그르비치와 레오 자르딤 등에 밀려 전력외로 분류되는 수모를 당했고 결국 2021-22 시즌을 끝으로 17년간의 현역 생활을 마무리했다.

### 국가대표팀
2012년 2월 29일 벨기에와의 국가대표팀 평가전에서 국제 A매치 데뷔전을 치른 후 2014년 FIFA 월드컵 본선 23인 엔트리 합류 후 4경기에 모두 선발로 출전하며 그리스의 사상 첫 월드컵 16강 진출의 주역으로 맹활약했으며 그 후 2018년 국가대표팀에서 은퇴할 때까지 A매치 통산 49경기의 출장 기록을 남겼다.

## 수상

### 클럽
파나티나이코스 FC
- 수페르리가 엘라다 : 우승 (2009-10), 준우승 (2007-08, 2008-09, 2010-11, 2011-12)
- 그리스 컵 : 우승 (2009-10)

 SSC 나폴리
- 세리에 A : 준우승 (2018-19)
- 코파 이탈리아 : 우승 (2019-20)

 릴 OSC
- 리그 1 : 우승 (2020-21)
- 트로페 데 샹피옹 : 우승 (2021)